# Église épiscopalienne Saint-Philippe (New-York)
Ne doit pas être confondu avec Église épiscopalienne Saint-Philippe de Tucson.
L'église épiscopalienne Saint-Philippe est une église anglicane épiscopalienne et un monument historique située au 204 West de la 134e rue, entre le boulevard Adam Clayton Powell Jr. et le boulevard Frederick Douglass, dans le quartier de Harlem à Manhattan. Sa congrégation est fondée en 1809 par des Afro-Américains libres membres de l'église de la trinité de Wall Street. La nouvelle assemblée porte de nom d'église africaine libre de Saint-Philippe.
Située à l'origine dans le quartier de Five Points, c'est la plus ancienne paroisse anglicane épiscopale noire de la ville de New- York.
Cette paroisse a été extrêmement influente lorsqu'elle était située dans le sud de Manhattan, et nombre de ses membres ont été des leaders de la communauté noire.

## Histoire

### Bâtiments d'origine
La première pierre de l'église est posée en 1819, et le premier recteur, en poste de 1826 à 1840, est le révérend abolitionniste Peter Williams, Jr., premier prêtre épiscopal afro-américain de New York. Il est l'un des trois Noirs qui ont siégé au premier comité exécutif de l'American Anti-Slavery Society. Dans les années 1820, ses paroissiens connaissent une ascension sociale. Ils mettent l'accent sur l'éducation et essaient de promouvoir « la personne, la respectabilité et l'élévation du niveau social ». Au cours des décennies suivantes, certains se spécialisent dans les métiers de la marine, où les épiscopaliens blancs possèdent des navires et servent de capitaines. D'autres réussissent  comme enseignants, médecins, épiciers ou de restaurateurs.

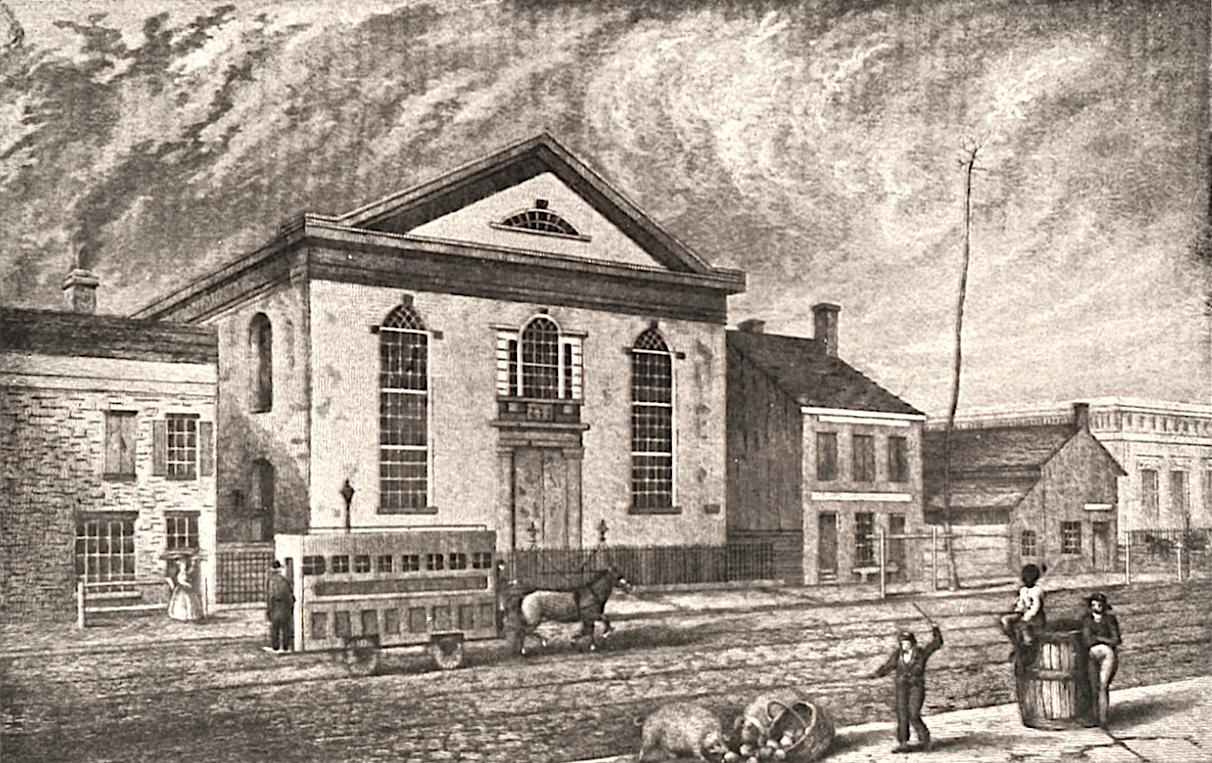
La première église Saint-Philippe de Center Street.

Le premier site était situé au 122, Centre Street, alors appelée « Collect street », sur trois parcelles de terrain louées à perpétuité à un groupe d'hommes de couleur qui s'étaient organisés pour fonder une paroisse afro-américaine. La bâtisse mesure 63 pieds de large sur 50 pieds de long, soit une surface totale de près de 300 m2. En 1822, un bâtiment en brique remplace l'église d'origine à ossature de bois, endommagée par un incendie le 24 décembre 1821. En 1834, l'église est vandalisée par des Blancs. Pendant la guerre de Sécession, il est occupé par la police de New York qui l'utilise comme caserne pour la milice et la police lors des émeutes de 1863 à New York.
La paroisse St. Philip's déménage dans les quartiers chics et, en 1886, s'installe sur la 25e rue, au sud de Manhattan. Elle vend cette propriété vers 1909 pour 600 000 $ et achète, avec l'argent de la transaction, le site de l'église actuelle, ainsi que dix immeubles d'habitation, dans une zone auparavant réservée aux seuls Blancs.

### Bâtiment actuel
Le bâtiment actuel est l'œuvre des architectes Vertner Woodson Tandy (en) et George Washington Foster, tous deux d'éminents architectes afro-américains : Tandy est le premier architecte afro-américain autorisé à exercer dans l'État de New York et Foster parmi les premiers à être agréés par l'État du New Jersey . Ce bâtiment est construit en 1910-1911 dans le style néo-gothique. Le retable provient de l'église de la 25e rue.
L'église est classée comme monument de la ville de New York en 1993 et ajoutée au registre national des lieux historiques en 2008.

## Paroissiens et recteurs célèbres

Le révérend Hutchens Chew Bishop préside la marche silencieuse du 28 juillet 1917, à la suite du massacre de East Saint Louis (Illinois).

Parmi les paroissiens de Saint-Philippe du XIXe siècle, on trouve le théologien et africaniste Alexander Crummell. Au XXe siècle , des défenseurs des droits civiques tels que le professeur W.E.B. Du Bois, Thurgood Marshall, avocat du NAACP et le poète et dramaturge Langston Hughes sont membres de l'église. 
Enfin, l'auteur de science-fiction afro-américain Samuel R. Delany chante dans le chœur de cette paroisse durant son enfance, à Harlem.
Comme beaucoup d'autres églises, Saint-Philippe connaît une stabilité considérable dans sa direction jusqu'au milieu du XXe siècle. Le révérend Hutchens Chew Bishop en est le recteur pendant 47 ans, de 1886 à 1933. Il est le premier afro-américain à obtenir une licence au General Theological Seminary, en 1881. Son fils Shelton Hale Bishop prend sa succession, jusqu'en 1957.